# 120e division d'infanterie (France)
Pour les articles homonymes, voir 120e division d'infanterie.
La 120e division d'infanterie est une division d'infanterie de l'armée de terre française, créée le 18 juin 1915, qui participe à la Première Guerre mondiale. En 1916, la division est successivement engagée lors des premiers jours de la bataille de Verdun, puis au cours de l'automne sur la Somme.
En 1917, la 120e division d'infanterie participe à la poursuite des troupes allemandes lors de leur retrait stratégique sur la Ligne Hindenburg. En 1918, la division est successivement engagée sur l'Aisne, puis en Champagne et sur la Marne. Au cours de l'automne, sur le front de Champagne, la division est engagée dans la poursuite des troupes allemandes.

## Les chefs de la120edivisiond'infanterie
- 14 juin 1915 - 11 septembre 1916 : général Nicolas
- 11 septembre 1916 - 12 janvier 1919 : général Mordacq

## La Première Guerre mondiale

### Composition
- infanterie :

38e Régiment d'Infanterie de juin 1915 à novembre 1918
86e Régiment d'Infanterie de juin 1915 à novembre 1918
408e Régiment d'Infanterie de juin 1915 à novembre 1918
409e Régiment d'Infanterie de juin 1915 à décembre 1916
1 bataillon du 132e régiment d'infanterie territoriale d'août à novembre 1918
- cavalerie :

2 escadrons du 25e régiment de dragons de juin 1915 à janvier 1917
1 escadron du 3e régiment de chasseurs à cheval de janvier 1917 à novembre 1918
- artillerie :

2 puis 3 groupes (à partir de juillet 1917) de 75 du 53e régiment d'artillerie de campagne de juin 1915 à novembre 1918
1 groupe de 75 du 49e régiment d'artillerie de campagne de juillet 1916 à juillet 1917
117e batterie de 58 du 53e régiment d'artillerie de campagne de juillet 1916 à janvier 1918
101e batterie de 58 du 53e régiment d'artillerie de campagne de janvier à novembre 1918
6e groupe de 155c du 113e régiment d'artillerie lourde de juillet à novembre 1918
- génie :

compagnies 26/6 et 26/6bis du 2e régiment du génie de juin 1915 à novembre 1918

### Historique
Constituée le 18 juin 1915, par réunion de la 49e brigade et de la 303e brigade

#### 1915
- 18 juin – 2 novembre : occupation d'un secteur vers Ribécourt et le Plémont.
- 2 novembre – 3 décembre : retrait du front vers Maignelay ; repos et instruction.
- 3 décembre 1915 – 17 février 1916 : mouvement vers le front, et, à partir du 4 décembre, occupation d'un secteur entre la lisière sud du bois des Loges et Andechy.

#### 1916
- 17 – 29 février : retrait du front ; repos vers Montdidier. À partir du 23 février, transport par V.F. dans la région de Revigny, puis mouvement vers celle de Verdun.
- 29 février – 9 mars : engagée dans la Bataille de Verdun vers Vaux-devant-Damloup et Eix : 8 mars attaque allemande sur Vaux-devant-Damloup.
- 9 mars – 24 avril : retrait du front, transport par camions vers Saint-Dizier ; repos. À partir du 25 mars, transport par V.F. dans la région de Verberie ; repos.
- 24 avril – 23 août : mouvement vers le front, occupation d'un secteur vers Hautebraye et la ferme de Quennevières.
- 23 août – 8 septembre : retrait du front, transport par V.F. dans la région de Froissy ; repos et instruction. À partir du 3 septembre, mouvement vers Cantigny ; repos.
- 8 septembre – 26 octobre : transport par camions vers le front. Engagée dans la Bataille de la Somme, devant Vermandovillers.

17 septembre : prise de Vermandovillers.
22 septembre : front étendu, à gauche, jusqu'au nord de Vermandovillers.
10 octobre : attaque française sur Ablaincourt, puis progression au sud-est d'Ablaincourt.
- 26 octobre – 23 novembre : retrait du front ; repos et instruction vers Noyers-Saint-Martin.
- 23 novembre 1916 – 3 janvier 1917 : mouvement vers Nanteuil-le-Haudouin, par Bresles, Nogent-sur-Oise, Chamant et Versigny. À partir du 28 novembre, transport par V.F. dans la région de Neufchâteau; repos et instruction. À partir du 30 décembre, transport par V.F. à Verberie.

#### 1917
- 3 – 25 janvier : mouvement vers le front, puis occupation d'un secteur entre Ribécourt et l'Ecouvillon.
- 25 janvier 19 mars : retrait du front ; transport par camions dans la région de Blincourt. À partir du 27 janvier, occupation d'un nouveau secteur vers Canny-sur-Matz et le bois des Loges (exclu). À partir du 16 mars, poursuite des troupes allemandes lors de leur repli stratégique (opération Alberich) : 18 mars, prise de Lassigny, de Candor et de Guiscard.
- 19 mars – 15 avril : retrait du front, repos dans la région de Ricquebourg, puis, à partir du 31 mars, dans celle de Golancourt.
- 15 avril – 27 mai : occupation d'un secteur vers Grugies et Rocourt.
- 27 mai – 7 juin : retrait du front, repos vers Golancourt.
- 7 – 27 juin : occupation d'un secteur entre Pontruet et Sélency.
- 27 juin – 24 juillet : retrait du front, transport par V.F. dans la région Longeville, Nançois-le-Petit ; repos et instruction dans celle de Condé-en-Barrois.
- 24 juillet – 19 août : transport par camions vers le front et occupation d'un secteur vers la Hayette et la route d'Esnes à Malancourt : travaux préparatoires à l'attaque du 20 août.
- 19 – 28 août : retrait du front, transport par camions vers Ligny-en-Barrois ; repos (du 8 au 28 août, éléments détachés au 2e C.A. et au 13e C.A.).
- 28 août – 18 octobre : transport par camions vers le front et occupation d'un secteur entre Kœur-la-Grande et les Paroches.
- 18 – 24 octobre : retrait du front ; repos vers Tannois.
- 24 octobre – 9 décembre : transport par camions vers le front, puis occupation d'un secteur vers Beaumont et le bois le Chaume.
- 9 – 21 décembre : retrait du front ; repos vers Laheycourt.

#### 1918
- 21 décembre 1917 – 15 mai 1918 : occupation d'un secteur entre l'ouest d'Avocourt et l'Aire, étendu à droite, du 7 janvier au 18 février 1918, jusqu'à Avocourt :

16 mars 1918 : attaque sur le bois de Cheppy,
3 avril : extension du front, à droite, jusque vers le bois d'Avocourt.
- 15 – 29 mai : retrait du front ; repos et instruction vers Givry-en-Argonne.
- 29 mai – 4 juillet : transport par camions vers Épernay. Engagée, vers Châtillon-sur-Marne, dans la 3e bataille de l'Aisne : combats vers Olizy-Violaine. À partir du 1er juin, stabilisation ; puis organisation d'un nouveau secteur entre Cuisles et Verneuil.
- 4 – 15 juillet : retrait du front ; mouvement vers Moussy, puis vers le nord d'Épernay. À partir du 8 juillet, placée, vers Nanteuil-la-Fosse, en soutien d'éléments italiens.
- 15 – 27 juillet : engagée dans la 4e bataille de Champagne puis, à partir du 20 juillet, dans la 2e bataille de la Marne : progression vers Marfaux (en liaison avec des éléments britanniques).
- 27 juillet – 2 août : retrait du front, transport par camions vers Mairy-sur-Marne ; repos.
- 2 août – 10 septembre : transport par camions dans la région de Verdun, puis occupation d'un secteur sur les deux rives de la Meuse, vers Beaumont et l'ouest de Forges.
- 10 – 24 septembre : relevé par des éléments américains, puis occupation d'un nouveau secteur entre la Haute Chevauchée et Vienne-le-Château.
- 24 septembre – 15 octobre : retrait du front (relève par des éléments américains) ; mouvement vers la région de Gizaucourt.

26 – 29 septembre : tenue prête à intervenir dans la bataille de Champagne et d'Argonne. À partir du 29 septembre, engagée vers Marvaux : attaque sur le plateau de Soudans.
12 octobre : occupation de Vouziers et des positions conquises vers Falaise et Condé-lès-Vouziers.
- 15 – 30 octobre : retrait du front ; repos vers Mourmelon-le-Grand.
- 30 octobre – 6 novembre : occupation d'un secteur de combat vers Terron-sur-Aisne et Condé-lès-Vouziers. À partir du 1er novembre, engagée dans la bataille du Chesne et de Buzancy : 3 novembre, enlèvement du plateau des Alleux. À partir du 5 novembre, engagée dans la poussée vers la Meuse : franchissement du canal des Ardennes.

8 novembre : progression jusqu'à la Meuse vers Donchery
- 6 – 11 novembre : retrait du front ; mouvement vers Suippes.

#### Rattachements
Affectation organique : 13e corps d'armée, de juin 1915 à novembre 1918
- 1re armée

24 – 28 novembre 1916
30 décembre 1916 – 22 mars 1917
- 2e armée

18 juin – 1er juillet 1915
26 février – 25 mars 1916
29 juin 1917 – 29 mai 1918
2 août – 18 septembre 1918
- 3e armée

23 – 25 février 1916
30 juin – 24 août 1916
22 mars – 29 juin 1917
- 4e armée

29 – 30 mai 1918
27 juillet – 2 août 1918
24 septembre – 11 novembre 1918
- 5e armée

30 mai – 27 juillet 1918
- 6e armée

1er juillet 1915 – 23 février 1916
- 10e armée

25 mars – 30 juin 1916
24 août – 24 novembre 1916
- Région Fortifiée de Verdun

25 – 26 février 1916
- Détachement d'armée de Lorraine

28 novembre – 30 décembre 1916
- Armée US

18 – 24 septembre 1918

### Sources et bibliographie
- AFGG, vol. 2, t. 10 : Ordres de bataille des grandes unités : divisions d'infanterie, divisions de cavalerie, 1924, 1092 p. (lire en ligne).